# 突触可塑性

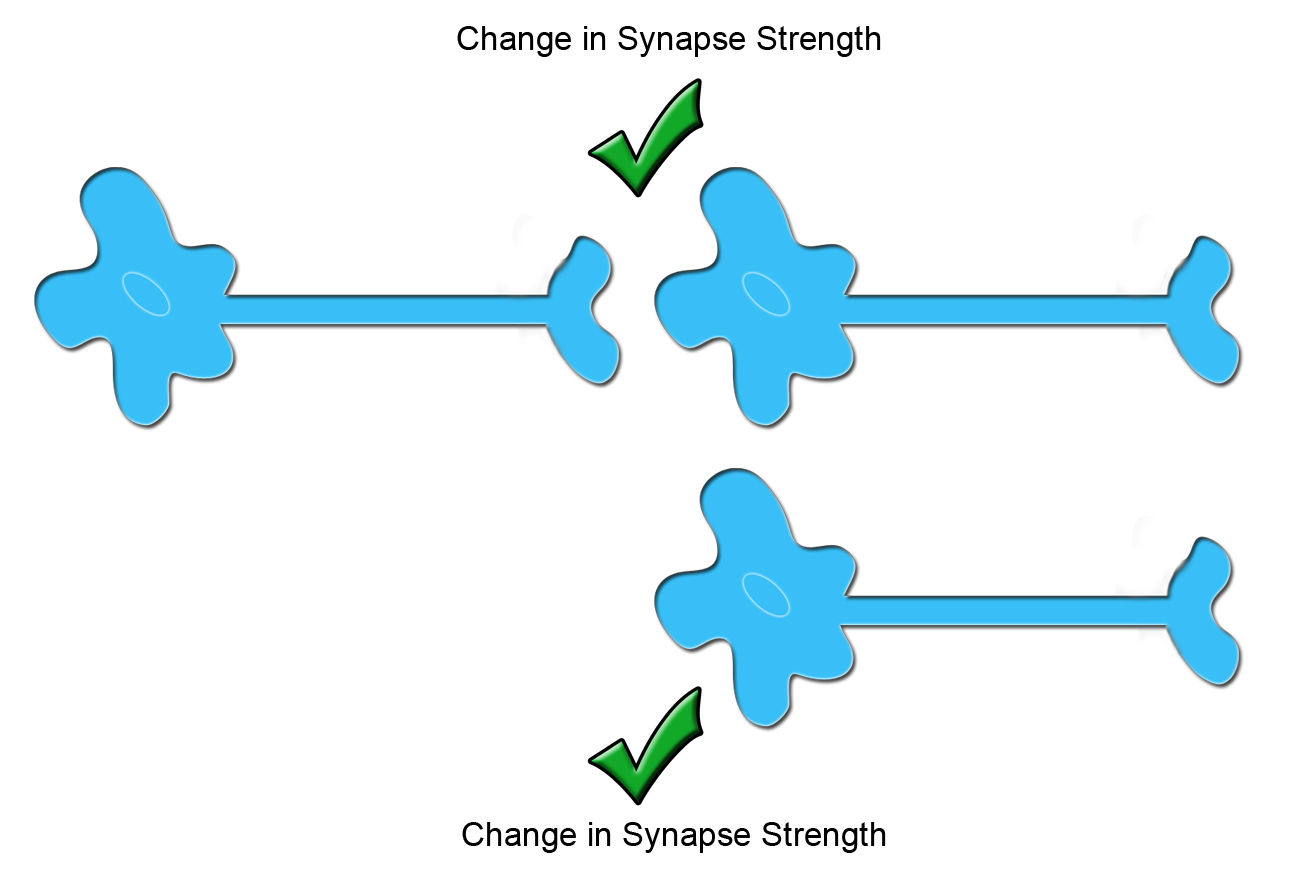
在多突觸可塑性的情況下，沒有直接相連的下游神經細胞也會有突觸強度改變的現象。

突触可塑性（Synaptic plasticity）指神经细胞間相連之處，即突触，其連接強度能改變的特性。影響突触可塑性有多种原因，例如：突触間释放的神經傳遞物質總量，细胞对神經傳遞物質的敏感性。突触可塑性被认为是记忆和学习功能的重要神经化学基础。

## 理論機制

### 長期增強作用
長期增強作用（Long-term potentiation, LTP）是由突觸後神經元反應回饋增強突觸前神經元的活性，這個增益現象會持續數小時或更久。LTP涉及突觸後神經元和相應來自突觸前的刺激，進而形成突觸間的交互增益作用，且發生在特定種類的突觸。目前已知在海馬迴的星形膠質細胞於突觸的覆蓋程度會影響LTP發生，這個機制由星形膠質細胞釋放的D-絲氨酸、一氧化氮、趨化因子及S100B所調控。LTP是赫布理論可塑性突觸基礎研究的其中一種模型，其觸發條件與開始長期抑制作用（LTD）類似，但LTP需要有更強的去極化和更多的鈣離子來驅動相關機制。